# Barbara Polla

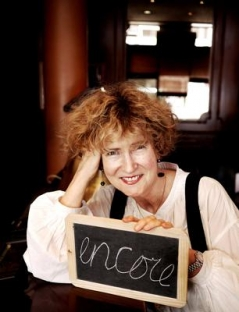

Barbara Polla (7 marzo 1951) è un medico, gallerista, scrittrice e politica liberale svizzera.

## Biografia
Figlia della pittrice AMI (Anne - Marie Imhoof) e di un filellèno appassionato (Rodolphe Imhoof), è cresciuta a Ginevra e ha passato un anno in Grecia all'età di 17 anni. Durante quest'anno ha preso i primi contatti con la dittatura e la prigione. Madre di 4 figlie (Ada Salomé, Cyrille Zoé, Rachel Isadora e Roxane Selana) ma opposta al matrimonio, sposa il padre delle sue quattro figlie affinché possano avere tutte lo stesso nome. Divorzia nel 2013.
Segue i suoi studi di medicina a Ginevra e ottiene il diploma con una specializzazione in medicina interna, pneumologia e immuno-allergologia. Prosegue le sue ricerche all'Harvard Medical School, Massachusetts General Hospital di Boston. Rientra in Svizzera nel 1989 e diventa capo dell'unità di allergologia dell'Ospedale Cantonale Universitario. Tra le altre cose dirige ugualmente il laboratorio di fisiologia respiratoria della Facoltà di medicina dell'ospedale di Cochin (Università Paris V) dal 1993 al 2000 con l'incarico di direttore di ricerca INSERM. Diventa poi specialista delle proteine dello stress (HSP) e dei radicali liberi dell'ossigeno. È autrice e co-autrice di un centinaio di articoli di ricerca originali pubblicati in alcune riviste di politica editoriale, come Proceedings of the National Academy of Science USA, The Journal of Clinical Investigation, The American Journal of Physiology, così come molti capitoli di riviste in ambito medico sulle proteine dello stress, sugli ossidanti e antiossidanti.
Implicata nella vita politica svizzera dal 1991, è stata prima di tutto consigliera municipale a Ginevra dal 1991 al 1993, poi deputata al gran consiglio del cantone di Ginevra dal 1993 al 1994 e infine consigliere nazionale dal 1999 à 2003. Lascia il partito liberale ginevrino nel 2007.
È presidente del Forever Laser Institut (Istituto di estetica medicale creato da Luigi Polla) fino al 2014 e co-creatrice della gamma di prodotti Alchimie Forever3 (skin care) di cui il presidente è sua figlia Ada Polla (basata a Washington DC).
Dal 1991 continua l'attività come gallerista a Ginevra. Una programmazione internazionale con artisti super contemporanei, interessata a tutti i campi dell'arte e a tutti i media, ricca di collaborazioni multiple con critici d'arte e curatori esterni alla galleria, attenta alle pubblicazioni d'arte, queste sono solo alcune delle caratteristiche di Analix Forever. Dal 2001, Barbara Polla collabora con Paul Ardenne (esposizioni, conferenze, libri). È co-curatrice della Mostra “Motopoétique” (MAC Lione, 2014) e per “Économie Humaine” presentata alla HEC Parigi (2014-2015). Barbara Polla & Paul Ardenne sono co-curatori della doppia esposizione dedicata all'artista australiano Shaun Gladwell all'UNSW e alla SCAF (Sherman Contemporary Art Foundation) a Sydney nel 2015 e dell'esposizione Love Stories, Histoires d'amour: l'édition 2016 des Photaumnales de Beauvais.
Barbara Polla insegna inoltre i rapporti tra l'arte e la moda alla IFM6 a Parigi e alla HEAD a Ginevra. Dal 2010 tiene un seminario mensile per gli studenti della HEAD, sul tema della creatività. Dal 2014 al 2016, è professoressa di scrittura creativa e critica alla HEAD.
Barbara Polla è scrittrice e cronista per molti giornali tra cui Les Quotidiennes (La Tribune de Genève e 24 heures) e L'Agefi in Svizzera romanda, PME Magazine, Citizen K, Nuke, Blast, Crash, Bariqaldana (Kuwait), Drome, Art And, Roots & Routes, Kunst Magazine.
Barbara Polla è stata la cofondatrice e caporedattrice della rivista Londerzeel e ha creato, a maggio 2013, con gli studenti e il sostegno della HEAD di Ginevra, il numero zero della Rivista Critica di Moda.
Ha fondato l'Associazione Svizzera per l'architettura emozionale che si è tenuta a Ginevra nel gennaio del 2011.
Barbara Polla si occupa della libertà su diversi fronti: come consigliere nazionale, ha difeso la libertà di ricerca, il diritto all'IVG e alla diagnostica preimpiantatoria prenatale. La votazione finale su questo tema ha avuto luogo il 14 giugno in Svizzera. Si batte ugualmente per la libertà nella coppia, e quella delle donne a tutti i livelli.

## Arte e Prigione
Come gallerista lotta per la libertà dell'arte. È stata co-curatrice di un numero importante di esposizioni sul tema dell'"Arte e della Prigione".
La prima intitolata l'Ennemi Public, è stata presentata nel 2013 alla galerie Magda Danysz. Una pubblicazione eponima, coordinata da Barbara Polla, è stata pubblicata in questa occasione. Nel 2014, una seconda esposizione sul tema della prigione viene organizzata. Frutto della collaborazione con la direttrice del centro d'arte contemporanea del Château des Adhémar a Montélimar, Hélène Lallier, questa mostra intitolata La Belle Echappée diventerà un'esposizione itinerante e in evoluzione. A marzo 2015, La Belle Echappée è stata presentata nello spazio espositivo del l'ISBA (Institut des Beaux Arts de Besançon) grazie all'interesse di Laurent Deveze, direttore dell'istituto, per le problematiche collegate all'incarcerazione e all'alienazione. Una nuova esposizione sul tema Arte & Prigione è programmata per l'inizio del 2016 nello spazio espositivo La Terrasse, luogo dedicato all'arte contemporanea nel pieno centro di Nanterre, in collaborazione con Sandrine Moreau.

## Progetto Video
Dal dicembre 2011, Barbara Polla e Paul Ardenne organizzano delle serate bimensili di proiezioni video a tema chiamate VIDEO FOREVER. Queste sessioni si svolgono in svariati luoghi e diversi paesi tra cui allo Show Room Kris Van Assche, alla Galerie Magda Danysz e Vanessa Quang, al Palais de Tokyo, al Musée de la Chasse et de la Nature, nell'atelier dell'artista Frank Perrin, al Teatro Nazionale Finlandese di Helsinki, alla galleria UNSW a Sydney e a Station Beirut.

## Pubblicazioni
- Asthme et allergie, ed. Médecine et Hygiène, Ginevra, 1993
- Incertaine identité, con Olivier Zahm, Luigi L. Polla, Ed. Georg, 1994
- Stress-inducible cellular responses, con Feige U. Morimoto RI. Yahara I., ed. BirkhäuserVerlag (Basilea, Boston, Berlino), 1996
- L'inflammation, avec Russo-Marie F. Pelletier A., Médecine/Sciences, ed. John Libbey, 1998
- Étreinte, Ed. de l'Aire, 2003
- La Nécessité libérale (ISBN 2-88108-644-6), ed. de l'Aire, 2003
- Vocation créateurs, con Pascal Perez, 2004, libro Sulla creazione d'impresa
- Les hommes, ce qui les rend beaux, ed. Favre, 2005
- Handicap entre différence et ressemblance, ed. Favre, 2007
- Andrea Mastrovito | Paper Tigers, con Andrea Bruciati, Paolo Colombo, Joseph del Pesco, Paul Ardenne, ed. monografik, 2008
- Working Men, le travail dans l'art contemporain, avec Paul Ardenne, ed. Que, 2008
- A toi bien sûr, éd. l'Âge d'Homme, novembre 2008
- Kris Van Assche, Amor o muerte, ed. L'Âge d'Homme, 2009
- Victoire, Ed. l'Âge d'Homme, 2009
- Peintures. Please pay attention please, avec Paul Ardenne, ed. La Muette, 2010
- Architecture Émotionnelle, Matière à penser, Collettivo sotto la direzione di Paul Ardenne et Barbara Polla, Ed. La Muette, 2011
- Jacques Coulais Pictor Maximus, con Paul Ardenne, ed. Take5, 2011
- Tout à fait femme, Odile Jacob, 2012
- Noir Clair dans tout l'univers, Collettivo sotto la direzione di Barbara Polla, ed. La Muette, 2012
- IN IT, Ali Kazma - Paul Ardenne, Barbara Polla, Managing editor, 2012
- L'Ennemi public, Collettivo sotto la direzione di Barbara Polla, Paul Ardenne e Magda Danysz, éd. La Muette, 2013
- Mat Collishaw ou l'horreur délicieuse, Collettivo sotto la direzione di Barbara Polla, éd. La Muette, 2013
- Tout à fait homme, Odile Jacob, 2014
- Troisième Vie, Eclectica, 2015
- Vingt-cinq os plus l’astragale, Lausanne-Genève, Arts&Fiction, 2016
- Eloge de l'érection, Barbara Polla, Dimitris Dimitriadis, éd. La Muette, 2016
- Femmes hors normes, Odile Jacob, 2017
- IVORY HONEY, New River Press, 2018
- Le Nouveau Féminisme, Combats et rêves de l'ère post-Weinstein, Odile Jacob, 2019
- Moi, la grue, Barbara Polla et Julien Serve, ed. Plaine page, 2019
- Paul-pris-dans-l’écriture, Barbara Polla, preface by Bruno Wajskop, illustrations by Julien Serve, La Muette Le Bord de L’eau, 2020
- Traversée d'amour, Barbara Polla, in : Traversée, Collectif, editorial direction Nathalie Guiot, Ed. Ishtar, 2020
- ÉQUINOXE, Souvenirs d’un printemps confiné, Collectif poétique sous la direction de Barbara Polla, Pan des Muses - Éditions de la SIÉFÉGP, 2020

## Cataloghi
- Ghosting, mounir fatmi, Studio Fatmi Publishing, Ott. 2011. Testi di Thierry Raspail, Lillian Davies, Michèle Cohen Hadria, Thomas Boutoux, Barbara Polla.
- Ali Kazma, C24 Gallery, 2012. ISBN 978-0-615-71553-7
- The Kissing Precise, edizioni La Muette, 2013. Testi di Barbara Polla, Régis Durand e mounir fatmi.
- The Lacrima Chair, Shaun Gladwell, Sherman Contemporary Art Foundation, 2015. ISBN 978-0-9874909-3-3
- Echo of the Unkown, Janet Biggs, Blaffer Art Museum, 2015. Testi di Janet Phelps, Barbara Polla e Jean-Philippe Rossignol. ISBN 978-0-941193-01-6
- Robert Montgomery, edizioni Distanz, 2015. ISBN 978-3-95476-077-0
- BODY MEMORY, Topographie de l'Art, 2015. ISBN 978-2-36669-018-7
- "GED" 10 YEARS AT BAKSI, Baksı Museum, Baksı Kültür Sanat Vakfı, 2016. ISBN 978-975-98236-9-6
- Direction artistique, Barbara Polla, Magda Danysz, 2016
- Love Stories, Editions Diaphanes, 2016
- WARNING SHOT, Topographie de l'Art, la Manufacture de l'Image, 2016
- DANCE WITH ME VIDEO, Maison Européenne de la Photographie, 2017
- SOUTERRAIN, Ali Kazma, Jeu de Paume, 2017
- HARD CORE, Abdul Rahman Katanani, Le Fil de la Douleur, Editions Barbara Polla, 2017
- MARTIAL, Martial Cherrier, Editions Contrasto / Maison Européenne de la Photographie, 2017
- C'EST ENCORE LA NUIT, mounir fatmi, Kara mon amour, SFpublishing, 2018
- DES FORCES, Rachel Labastie, (Self)portrait of the artist as a young woman, La Muette, 2018
- "Where I come from and where I belong", in Yapci Ramos, Show Me, Centro Atlántico de Arte Moderno, 2019, pp.113-122
- SKETCHPAD, Quand nos enfants seront adultes, Topographie de l'Art, la Manufacture de l'Image, 2019, with Nicolas Etchenagucia

## Prefazioni
- Cent grammes d'Engramme, Pierre Desclouds, L'Âge d'Homme, 2010: Cent, di Barbara Polla
- Quelle muse m'a piqué ce matin? J'aurais dû faire marche arrière, Helena Zanelli, W edizioni, 2014: Webstory, L'Histoire des Autres, di Barbara Polla
- Le Premier Jour de l'Étincelle, Nathalie Guiot, Éditions ISHTAR, 2020: Préface, di Barbara Polla
- Remember, Ali Kazma, Umur Publishing, 2020 : Remember: A philosophy for life and work, di Barbara Polla

## Contributions poétiques
- SMEAR / POEMS FOR GIRLS, composé par Greta Bellamacina, New River Press, 2016 : In the Rain & Hydrangea, Barbara Polla
- 101 LIVRES-ARDOISES, composé par Wanda Mihuleac, Les Éditions Transignum, 2017 : You & Me, Barbara Polla
- CURIOSITÉS CONTEMPORAINES, Numéro Spécial de Point Contemporain, 2018 : No one may ever have sex again, Barbara Polla
- WHEN THEY START TO LOVE YOU AS A MACHINE YOU SHOULD RUN, New River Press Yearbook, 2019 : Just Before Love, Barbara Polla
- HOMMAGE À LÉONARD et à la Renaissance, Catalogue d'exposition Château du Rivau, 2019
- ÉQUINOXES, LE CERCLE DES POETES APPARU.E.S, Collectif, editorial direction Nathalie Guiot and Barbara Polla, Ed. Ishtar, 2020 : TEEN & Le cercle des poètes apparu.e.s, Barbara Polla
- SMEAR / POEMS FOR GIRLS, editorial direction Greta Bellamacina, Andrews McMeel Publishing, 2020 : The night my mother died, Barbara Polla
- ÉQUINOXE, Souvenirs d’un printemps confiné, Collectif poétique sous la direction de Barbara Polla, Pan des Muses - Éditions de la SIÉFÉGP, 2020